# Escuela Nacional de Veterinaria de Alfort
La Escuela Nacional de Veterinaria de Alfort, en francés: École Nationale Vétérinaire d'Alfort, es una escuela de veterinaria ubicada en el número 7, avenue du Général de Gaulle, Maisons-Alfort, Val-de-Marne, Île-de-France, Francia. Se encuentra bajo administración del ministerio francés de Agricultura. Es una de las cuatro escuelas ofreciendo educación veterinaria en Francia.
La escuela fue fundada en 1765 por Claude Bourgelat. Aunque tiene como uno de sus más destacados profesionales al destacado dibujante, anatomista y cirujano de la Escuela de Salud de Lyon Honoré Fragonard, dónde enseñó y llegó a director del Centro. La escuela se trasladada a su ubicación actual en 1766.
La escuela tiene actualmente unos 600 estudiantes, 75 conferenciantes, y a 45 investigadores. También alberga un museo más inusual, el museo Fragonard de Alfort y un jardín botánico, el Jardín Botánico de la Escuela Nacional de Veterinaria de Alfort) ; ambos están abiertos al público. 
Es uno de los cuatro institutos ofreciendo educación veterinaria superior en Francia.

## Alumnos Notables
Entre los egresados reconocidos públicamente se encuentran:
- Dra. Monique Eloit, directora general de la Organización Mundial de Sanidad Animal.[2]